# Fender Stringmaster
De Fender Stringmaster is een serie van table steel gitaren gemaakt door Fender van 1953 tot 1980.
De modellen waren verkrijgbaar met twee, drie en vier halzen, elk met 8 snaren. De productie van de vier-hals werd in 1968 stilgelegd.
Een enkelhalzige versie werd tevens gemaakt onder de naam Fender Deluxe, zowel als 6-snarig als als 8-snarig instrument.
De 6-snarige Deluxe is eigenlijk meer een lap steel-gitaar, ondanks zijn drie afschroefbare poten; Alle modellen van de Stringmaster en de Deluxe worden steelgitaren genoemd in Fender publicaties. De naam  Fender Deluxe werd tevens gebruikt voor een serie Fender versterkers, geproduceerd in de jaren 50.